# Melochia parhamii
Melochia parhamii är en malvaväxtart som beskrevs av A. C. Smith. Melochia parhamii ingår i släktet Melochia och familjen malvaväxter. Inga underarter finns listade i Catalogue of Life.